# 三宅大輔
三宅 大輔（みやけ だいすけ、1893年4月16日 - 1978年1月3日）は、東京都出身の野球選手・プロ野球監督。大日本東京野球倶楽部及び阪急軍初代監督。

## 来歴・人物
慶應普通部、慶應義塾大学で名捕手として鳴らし、卒業後は三田クラブ、東京倶楽部でプレー。復活早慶戦時には慶大監督として関わり、東京倶楽部時代の1927年、第1回全日本都市対抗野球大会に出場し大会第1号本塁打を放つ。
1934年のアメリカ遠征で、市岡忠男総監督の下、浅沼誉夫とともに全日本の監督を務める。沢村栄治、スタルヒン、三原脩などプロ野球草創期に活躍した選手が当時の全日本選抜に名を連ねていた。
同年12月26日に日米親善野球の日本選抜チームの選手を中心に大日本東京野球倶楽部を結成し、浅沼誉夫総監督の下、初代監督に就任する。翌1935年の第1回アメリカ遠征で指揮を執る。帰国後、球団の内紛により監督を辞任。リーグ戦で采配を振っていないが球団として初めての試合を指揮したことより巨人の初代監督として扱っている文献もある。
巨人退団直後の1936年には阪急軍の初代監督に就き、1944年には産業軍、1947年には国民野球連盟の大塚アスレチックス監督を歴任した。
1954年は水原茂監督の下でコーチとして、翌1955年は技術顧問として巨人の首脳陣に加わっていた。

## 詳細情報

### 年度別監督成績
| 年度   | 球団 | 順位 | 試合 | 勝利 | 敗戦 | 引分 | 勝率  |
| ------ | ---- | ---- | ---- | ---- | ---- | ---- | ----- |
| 1936   | 阪急 | --   | 48   | 28   | 19   | 1    | .596  |
| 1937春 | 阪急 | 4位  | 56   | 28   | 26   | 2    | .519  |
| 1937秋 | 阪急 | 7位  | 3    | 2    | 0    | 1    | 1.000 |
| 1944   | 産業 | 4位  | 35   | 13   | 21   | 1    | .382  |
| 通算   | 通算 | 通算 | 142  | 71   | 66   | 5    | .518  |

### 表彰
- 野球殿堂特別表彰（1969年）

### 背番号
- 20（1936年）
- 31（1954年）